# Пориваєв Андрій Сергійович
Андрій Сергійович Пориваєв (біл. Андрэй Сяргеевіч Парываеў / каз. Андрей Парываев; нар. 3 січня 1982, Мінськ, Білоруська РСР) — білоруський та казахстанський футболіст, захисник.

## Клубна кар'єра
Вихованець мінських шкіл «Зміна» та «Олімпія», дебютував у Вищій лізі Білорусі в 1999 році у складі «Молодечно», потім грав за мінське «Динамо» та солігорський «Шахтар», у складі останнього з вище вказаних став чемпіоном Білорусі. У 2006 році перейшов до російського «СКА-Енергія», а пізніше грав у Росії за «Авангард» і «Витязь». У 2008-2010 роках знову виступав у Білорусі, за 2,5 роки змінив 4 команди. У 2010 році допоміг «Городеї» виграти Другу лігу.
У 2011 році перейшов до карагандинського «Шахтаря», де зумів закріпитися в основі на позиції лівого захисника. Але після перших 10 матчів у чемпіонаті Казахстану отримав травму. Оговтавшись від травми вирішує змінити громадянство на казахстанське. Це дозволило команді «Шахтар» придбати в літнє трансферне вікно ще одного легіонера, оскільки серед казахстанських клубів діяв ліміт, що дозволяє мати лише 5 легіонерів у команді. На матчі чемпіонату повертається під кінець сезону, у передостанньому матчі проти ФК «Жетису», в якому заперечував чемпіонство свого клубу. У підсумку в сезоні 2011 став чемпіоном Казахстану. У 2012 році разом з «Шахтарем» знову став чемпіоном Казахстану.
У 2015 році, після прийняття нового положення про легіонерів, знову почав вважатися легіонером в Казахстані, а в кінці сезону покинув клуб. З січня 2016 року тренується разом з дебютантом білоруської Вищої ліги «Іслоччою», з яким у лютому підписав контракт. У липні 2016 року покинув «Іслоч».
Невдовзі після виходу з «Іслочі» його звинуватили в участі в контрактному матчі. У жовтні 2017 року за результатами справи про договірні матчі його оштрафували на 18,4 тисячі рублів, і в лютому 2018 року отримав довічну дискваліфікацію від Дисциплінарного комітету АБФФ. Після відходу з «Іслочі» почав працювати поза футболом, також грав в аматорських турнірах.

## Кар'єра в збірній
7 лютого 2007 року провів свій єдиний матч за збірну Білорусі, зіграв у товариському матчі проти Ірану (2:2).

## Досягнення

### Клубні
- Білоруська футбольна вища ліга
  -  Чемпіон (1): 2005
  -  Срібний призер (2): 2001, 2008
  -  Бронзовий призер (2): 2000, 2004

- Кубок Білорусі
  -  Володар (1): 2003/04

- Друга ліга Білорусі
  -  Чемпіон (1): 2010

- Прем'єр-ліга Казахстану
  -  Чемпіон (2): 2011, 2012

- Кубок Казахстану
  -  Володар (1): 2013

- Суперкубок Казахстану
  -  Володар (1): 2013

### Особисті
- У списку 33 найкращих футболістів казахстанської Прем'єр-Ліги (2): № 2 (2013); № 3 (2012)

## Статистика виступів

### Клубна
Станом на 7 липня 2016
| Клуб                       | Сезон             | Ліга                           | Ліга  | Ліга | Нац. кубок | Нац. кубок | Кубок ліги | Кубок ліги | Єврокубки | Єврокубки | Інші  | Інші | Загалом | Загалом |
| Клуб                       | Сезон             | Дивізіон                       | Матчі | Голи | Матчі      | Голи       | Матчі      | Голи       | Матчі     | Голи      | Матчі | Голи | Матчі   | Голи    |
| -------------------------- | ----------------- | ------------------------------ | ----- | ---- | ---------- | ---------- | ---------- | ---------- | --------- | --------- | ----- | ---- | ------- | ------- |
| «Молодечно»                | 1999              | Білоруська футбольна вища ліга | 8     | 2    |            |            | -          | -          | -         | -         | -     | -    | 8       | 2       |
| «Динамо-Юні» (Мінськ)      | 2000              | Перша ліга Білорусі            | 11    | 0    |            |            | -          | -          | -         | -         | -     | -    | 11      | 0       |
| «Динамо» (Мінськ)          | 2000              | Білоруська футбольна вища ліга | 1     | 0    |            |            | -          | -          | 0         | 0         | -     | -    | 1       | 0       |
| «Динамо» (Мінськ)          | 2001              | Білоруська футбольна вища ліга | 2     | 0    |            |            | -          | -          | -         | -         | -     | -    | 2       | 0       |
| «Динамо» (Мінськ)          | 2002              | Білоруська футбольна вища ліга | 12    | 3    |            |            | -          | -          | 2         | 0         | -     | -    | 14      | 3       |
| «Динамо» (Мінськ)          | Загалом           | Загалом                        | 15    | 3    |            |            | -          | -          | 2         | 0         | -     | -    | 15      | 3       |
| «Шахтар» (Солігорськ)      | 2003              | Білоруська футбольна вища ліга | 1     | 0    |            |            |            |            | -         | -         | -     | -    | 1       | 0       |
| «Шахтар» (Солігорськ)      | 2004              | Білоруська футбольна вища ліга | 11    | 0    |            |            | -          | -          | 0         | 0         | -     | -    | 11      | 0       |
| «Шахтар» (Солігорськ)      | 2005              | Білоруська футбольна вища ліга | 3     | 0    |            |            | -          | -          | -         | -         | -     | -    | 3       | 0       |
| «Шахтар» (Солігорськ)      | Загалом           | Загалом                        | 15    | 0    |            |            | -          | -          | 0         | 0         | -     | -    | 15      | 0       |
| «СКА-Енергія» (Хабаровськ) | 2006              | Перший дивізіон Росії          | 30    | 10   |            |            | -          | -          | -         | -         | -     | -    | 30      | 10      |
| «СКА-Енергія» (Хабаровськ) | 2007              | Перший дивізіон Росії          | 21    | 1    |            |            | -          | -          | -         | -         | -     | -    | 21      | 1       |
| «СКА-Енергія» (Хабаровськ) | Загалом           | Загалом                        | 51    | 11   |            |            | -          | -          | -         | -         | -     | -    | 51      | 11      |
| «Авангард» (Курськ)        | 2007              | Перший дивізіон Росії          | 13    | 0    |            |            | -          | -          | -         | -         | -     | -    | 13      | 0       |
| «Витязь» (Подольськ)       | 2008              | Перший дивізіон Росії          | 19    | 2    |            |            | -          | -          | -         | -         | -     | -    | 19      | 2       |
| «Динамо» (Мінськ)          | 2008              | Білоруська футбольна вища ліга | 14    | 0    |            |            | -          | -          | -         | -         | -     | -    | 14      | 0       |
| «Граніт» (Мікашевичі)      | 2009              | Білоруська футбольна вища ліга | 22    | 1    |            |            | -          | -          | -         | -         | -     | -    | 22      | 1       |
| «Дніпро» (Могильов)        | 2010              | Білоруська футбольна вища ліга | 7     | 0    | 1          | 0          | -          | -          | 3         | 0         | -     | -    | 11      | 0       |
| «Городея»                  | 2010              | Друга ліга Білорусі            | 14    | 1    | 1          | 0          | -          | -          | -         | -         | -     | -    | 15      | 1       |
| «Шахтар» (Караганда)       | 2011              | Прем'єр-ліга Казахстану        | 11    | 0    | 0          | 0          | -          | -          | -         | -         | -     | -    | 11      | 0       |
| «Шахтар» (Караганда)       | 2012              | Прем'єр-ліга Казахстану        | 24    | 1    | 5          | 0          | -          | -          | 2         | 0         | 1     | 0    | 30      | 1       |
| «Шахтар» (Караганда)       | 2013              | Прем'єр-ліга Казахстану        | 21    | 0    | 5          | 0          | -          | -          | 10        | 0         | 1     | 1    | 27      | 1       |
| «Шахтар» (Караганда)       | 2014              | Прем'єр-ліга Казахстану        | 25    | 2    | 3          | 0          | -          | -          | 2         | 0         | 1     | 0    | 31      | 2       |
| «Шахтар» (Караганда)       | 2015              | Прем'єр-ліга Казахстану        | 22    | 0    | 1          | 0          | -          | -          | -         | -         | -     | -    | 23      | 0       |
| «Шахтар» (Караганда)       | Загалом           | Загалом                        | 104   | 3    | 14         | 0          | -          | -          | 14        | 0         | 3     | 1    | 135     | 4       |
| «Іслоч» (Мінський район)   | 2016              | Білоруська футбольна вища ліга | 7     | 0    | 0          | 0          | -          | -          | -         | -         | -     | -    | 7       | 0       |
| Усього за кар'єру          | Усього за кар'єру | Усього за кар'єру              | 300   | 23   | 14         | 0          | -          | -          | 16        | 0         | 3     | 1    | 333     | 24      |

### У збірній

#### Матчі та голи за збірну
Станом на 17 серпня 2012 року

#### Загальна статистика матчів/голів за збірну
| Збірна            | Рік               | Кваліфікаційні матчі ЧС | Кваліфікаційні матчі ЧС | Фінальні матчі ЧС | Фінальні матчі ЧС | Кваліфікаційні матчі ЧЄ | Кваліфікаційні матчі ЧЄ | Фінальні матчі ЧЄ | Фінальні матчі ЧЄ | Товариські матчі | Товариські матчі | Загалом | Загалом |
| Збірна            | Рік               | Матчі                   | Голи                    | Матчі             | Голи              | Матчі                   | Голи                    | Матчі             | Голи              | Матчі            | Голи             | Матчі   | Голи    |
| ----------------- | ----------------- | ----------------------- | ----------------------- | ----------------- | ----------------- | ----------------------- | ----------------------- | ----------------- | ----------------- | ---------------- | ---------------- | ------- | ------- |
| Білорусь          | 2007              | —                       | —                       | —                 | —                 | —                       | —                       | —                 | —                 | 1                | 0                | 1       | 0       |
| Усього за кар'єру | Усього за кар'єру | 0                       | 0                       | 0                 | 0                 | 0                       | 0                       | 0                 | 0                 | 1                | 0                | 1       | 0       |